# Восточновануатские языки
Восточновануатские языки — группа языков, на которых говорят на северо-восточных территориях архипелага Вануату. Это ветвь северновануатских языков в пределах океанийской группы языков.

## Состав
Языки, включённые в северовануатскую ветвь, делятся на северные и южные:
- Острова Торрес — Острова Банкс: ало-текел, вераа, волов, вурес, дориг, коро, лакон, лемериг, лехали, лёйёп, ло-тога, мвесен, мверлап, мвотлап, мота, нуме, олрат, хив
- Пенама: апма, баэтора, восточный амбаэ, западный амбаэ, рага, са, ске, сова, сунгвадиа, центральный маэво
- Паама — Амбрим: дакака, лонволвол, оркон, паамский, порт-вато, северный амбрим, юго-восточный амбрим